# Хокуса бунряку

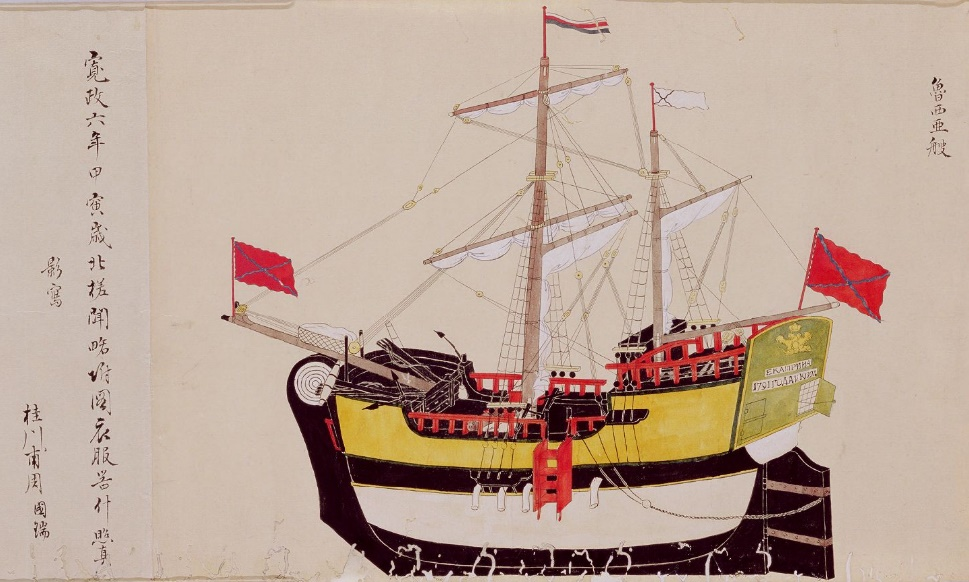
Зображення російського корабля з рукопису Хокуса бунряку

Хокуса бунряку (також можливе, хоч і малоймовірне прочитання хокуса монряку) (яп. 北槎聞略, Скорочений виклад почутого у північних краях) — перший в Японії науковий твір про Російську імперію. Його написав японський вчений Кацураґава Хосю наприкінці 18 століття на основі розповідей купця та капітана Дайкокуї Кодаю про його майже десятирічне перебування в цій державі (1783–1792) з коментарями на основі голландських та китайських джерел.

## Передісторія написання
У жовтні 1792 року до берегів Хоккайдо прибула російська бригантина «Катерина». Це була експедиція, яку очолював Адам Кирилович Лаксман, вона мала на меті встановити офіційні відносини з Японією та започаткувати торгівлю між країнами. На цьому кораблі, окрім російського екіпажу, було троє японців, які поверталися на батьківщину. Це були Дайкокуя Кодаю, Ісокіті та Коїті (останній незабаром помер).
У той час сьоґунат проводило так звану політику «ізоляції», встановлену ще з 30-х років 17-го століття. Несанкціоноване відвідування Японії іноземцями, особливо європейцями і американцями, було суворо заборонене. Винятком були тільки китайці й голландці, причому їхнє перебування в країні також суворо регулювалося та обмежувалося. Внаслідок цього японці не мали прямої інформації про більшість країн світу, в тому числі про відносно сусідню Росію. Відомості переважно надходили через голландців і китайців.
Отримавши від місцевої влади доповідь про прибуття російського корабля, уряд наказав вченому Кацурагаві Хосю зібрати відомості про Російську імперію. Хосю склав на основі голландських джерел дві роботи «Оросія-ші» (Записи про Росію) та «Оросія ряккі» (Короткі записи про Росію). Після того як японців, які повернулися з російським посольством, було неодноразово допитано на основі записаних зі слів очевидців протоколів, Кацураґава Хосю написав кілька нових робіт, з яких найбільшою була «Хокуса бунряку».

## Мандрівка Дайкокуї Кодаю та його супутників
15 лютого 1783 року з бухти Сіроко в Ісе до Едо (місто) вийшов корабель Шіншьо-мару, який віз вантаж рису та інших товарів. Команда складалася з 17 людей, капітаном корабля був Дайкокуя Кодаю. Останній за походженням був купцем, вихідцем з селян. Це була освічена й розумна людина з дуже доброю пам'яттю. Коли корабель вийшов у відкрите море, він потрапив у бурю, яка зірвала вітрила, поламала йому щоглу та руля. Хоч пізніше команді вдалося зробити нове маленьке вітрило, але в цілому корабель був некерований і його сім місяців носило північною частиною Тихого океану. Завдяки великому вантажу рису та зібраній під час дощів воді команда не страждала від голоду та спраги і на кораблі померла тільки одна людина.
У серпні 1783 року корабель прибило до Амчітки, одного з Алеутських островів. На цьому острові серед тубільців і російських промисловців японці прожили чотири роки. За цей час семеро з них померло від хвороб. Раз на 5 років на острів прибував корабель, який змінював промисловців та забирав зібрані ними хутра, однак черговий розбився якраз під островом. Тож росіяни та японці з уламків своїх кораблів зробили судно, на якому перебралися на Камчатку. Там вони прожили біля року. За цей час від цинги померло ще троє японців і залишилося тільки шестеро — Кодаю, Коіті, Ісокіті, Шінджьо, Шьоджьо, Кюемон. Місцева влада відправила їх до Іркутська (через Тігіль, Охотськ та Якутськ).
18 лютого 1789 року японці прибули до Іркутська, де їх узяли на казенне утримання, запропонували охреститися та обрати собі заняття до душі. Їм навіть запропонували чиновницькі посади чи початковий капітал, якщо вони вирішать стати купцями. Шьоджьо та Шінджьо пристали на ці пропозиції — охрестилися та взяли собі російські імена, однак більшість японців наполегливо просили відправити їх на батьківщину. Їхні прохання офіційно розглядалися двічі, однак були відхилені.
У той час в Іркутську жив вчений Кирило (Ерік) Густавович Лаксман. Він зацікавився японцями, познайомився з ними та взяв під свою опіку. В січні 1791 року він поїхав до Петербурга, взявши з собою Кодаю, якого намовив подати своє прохання про повернення безпосередньо в столиці. В Петербурзі Лаксман через стас-секретаря Олександра Безбородька подав Катерині II прохання Кодаю та власний проєкт офіційного посольства до Японія задля встановлення з нею торгових відносин. Повернення з цим посольством японців на батьківщину мало стати знаком дружнього ставлення до сусідньої країни.
Катерина ІІ зацікавилася цим проєктом і 28 червня 1791 року прийняла на аудієнції в Царському селі Кодаю та Лаксмана, під час якої співчутливо поставилася до розповідей мандрівка. Після цього Кодаю ще кілька разів зустрічався з імператрицею та спадкоємцем престолу — розповідав їм про Японію, показував японський одяг та інші речі. Взагалі Кодая на певний час став знаменитістю серед петербурзької знаті, завдяки чому завів знайомство та бував у гостях у багатьох тодішніх російських можновладців.
13 вересня 1791 року Катерина ІІ підписала «іменний» указ № 16985 іркутському генерал-поручику Пілю про організацію експедиції до Японії з метою встановлення торгових відносин. Експедицію, організовану на підставі цього наказу, очолив син професора Лаксмана, поручик Адам Кирилович Лаксман. Вона вирушила до Японії з Охотська 24 вересня 1792 року.

## Книга

### Історія
У вісімнадцятий день дев'ятого місяця п'ятого року Кансей (2 листопада 1793 року) Кодаю та Ісокіті були допитані в присутності сьоґуна Токуґави Іенарі. На цьому ж прийомі був присутній Кацураґава Хосю, який склав протокольний запис, що дістав назву «Хьомін ґоран-но кі» («Запис про прийом сьогуном тих, хто зазнав аварії»). Про різноманітні варіанти цього документа знали і сучасники, і пізніші історики. Кацураґава Хосю написав за наказом сьоґуна в серпні 1794 значно повніший твір — «Хокуса бунряку» («Скорочений виклад почутого у північних краях»). Однак хоч про цей твір було відомо, але сам він понад сторіччя був недоступний. Внаслідок політики закриття країни документи, що містили відомості про інші країни, вважалися секретними, зберігалися в державних установах і не публікувалися. Наприклад, відомо, що, написавши «Оросія ряккі», Хосю здав чистовий варіант в архів, а чернетку спалив «щоб запобігти розголошенню таємниці».
Лише на початку 20-го століття історику Камеі Такайоші вдалося віднайти оригінал рукопису. За двадцять років книжка з коментарями вченого була вперше опублікована у 1937 році.

### Характеристика
На думку першого дослідника рукопису Камеі Такайоші, серед усіх розповідей про мандрівку Кодаю та й взагалі серед усієї подібної літератури про японців, чиї судна зазнали аварій у чужих краях, праця Кацураґави Хосю відрізняється своїм обсягом і якістю. Щодо розміру, то «Хокуса бунряку» на один-два порядки більша за інші твори про мандрівку Кодаю. Щодо якості, то, окрім тексту, рукопис мав додатки з малюнками корабля «Катерина», медалей, отриманих Кодаю та Ісокічі від Катерини ІІ, російського одягу, предметів побуту, монет тощо. Окрім того, в самому рукописі між текстом був ряд ілюстрацій та чотири географічні карти як перемальовані з європейських, так і самостійно складені Хосю на їхній основі.
Слід вказати, що в своїй праці Хосю не обмежився переповідками слів Кодаю та Ісокіті, він також широко використовував китайські та європейські, головно голландські джерела. При цьому критично ставився як до писемних джерел та і до розповідей, що відбилося на його коментарях.

### Зміст
У першому розділі наводиться повний перелік людей з корабля «Шіншьо-мару», а також відомості про подальшу долю кожного з них.
Два наступні розділи є детальним описом пригод японців після аварії — від їхніх злигоднів в океані до прийому Кодаю Катериною ІІ.
У четвертому розділі описуються місця, де побували Кодаю та його супутники, причому не лише географічні данні, але й опис клімату, населення, господарства тощо: острів Амчітка та кілька сусідніх; Камчатка та Тіґіль; Якутськ; Іркутськ; Удінськ: Тобольськ, Єкатеринбург, Казань, Нижній Новгород, Москва; Петербург та Царське село. Також дається список національних меншин Російської імперії та певні відомості про них. Також наприкінці наводиться перелік з 52 держав, з якими Росія торгувала. Цей список Кацураґава склав на основі голландських джерел і він радше є переліком, відомих йому, значних країн світу.
У п'ятому розділі описуються: царська династія, природа, клімат, люди, звичаї, імена, прізвища, шлюб, похорони, хрещення, зміна імен іноземцями по хрещенні.
У шостому розділі описується державний лад Російської імперії, адміністративна система, відомості про чини та ранги, платню, лікарів, священиків, храми, календар, систему літочислення, писемність, гроші, податки, міри довжини, об'єму та ваги і ще багато про що.
У сьомому розділі міститься опис будівель, житлових будинків, бань, шкіл, аптек, державних установ, тюрем, лікарень, дитячих будинків, магазинів, банків, театрів та борделів.
Восьмий розділ містить опис найбільших свят, їжі та напоїв.
Дев'ятий розділ розповідає про транспорт, зброю, музичні інструменти, посуд, книгодрукування, папір, піщані годинники, більярд, шахи та інше.
У десятому розділі оповідається про природні багатства, флору, фауну, корисні копалини.
Одинадцятий розділ розповідає про російську мову і фактично є першим російсько-японським словником, що містить близько 1,5 тисячі слів та виразів. Російські слова записані катаканою.